# Hydrogenuhličitan vápenatý
Hydrogenuhličitan vápenatý (Ca(HCO3)2) je kyselá sůl kyseliny uhličité. 

## Výskyt

### Tvrdá voda
Hydrogenuhličitan vápenatý a hydrogenuhličitan hořečnatý jsou podstatou dočasné tvrdosti vody. Při zvýšené teplotě dochází k jeho rozkladu a na dně nádob se vylučuje uhličitan vápenatý.

### Krasové jevy
Hydrogenuhličitan vápenatý vzniká v přírodě působením vody a oxidu uhličitého na horniny tvořené uhličitanem vápenatým (např. vápenec) podle reakce:
CO2 + H2O + CaCO3 → Ca(HCO3)2
Následným zpětným rozkladem hydrogenuhličitanu vápenatého na oxid uhličitý, vodu a uhličitan vápenatý vznikají krápníky (krasové jevy).